# Lucaskerk (Winkel)

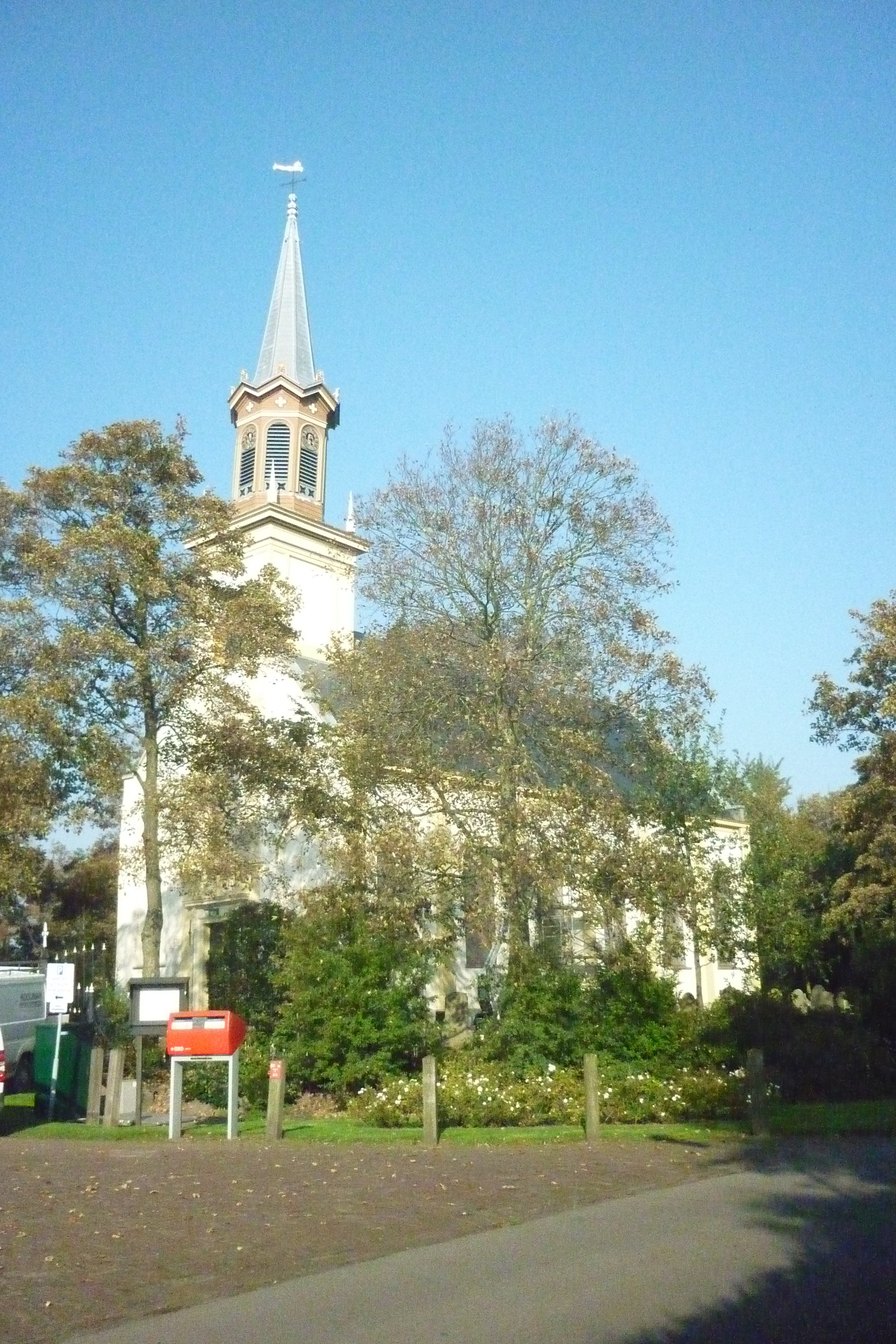

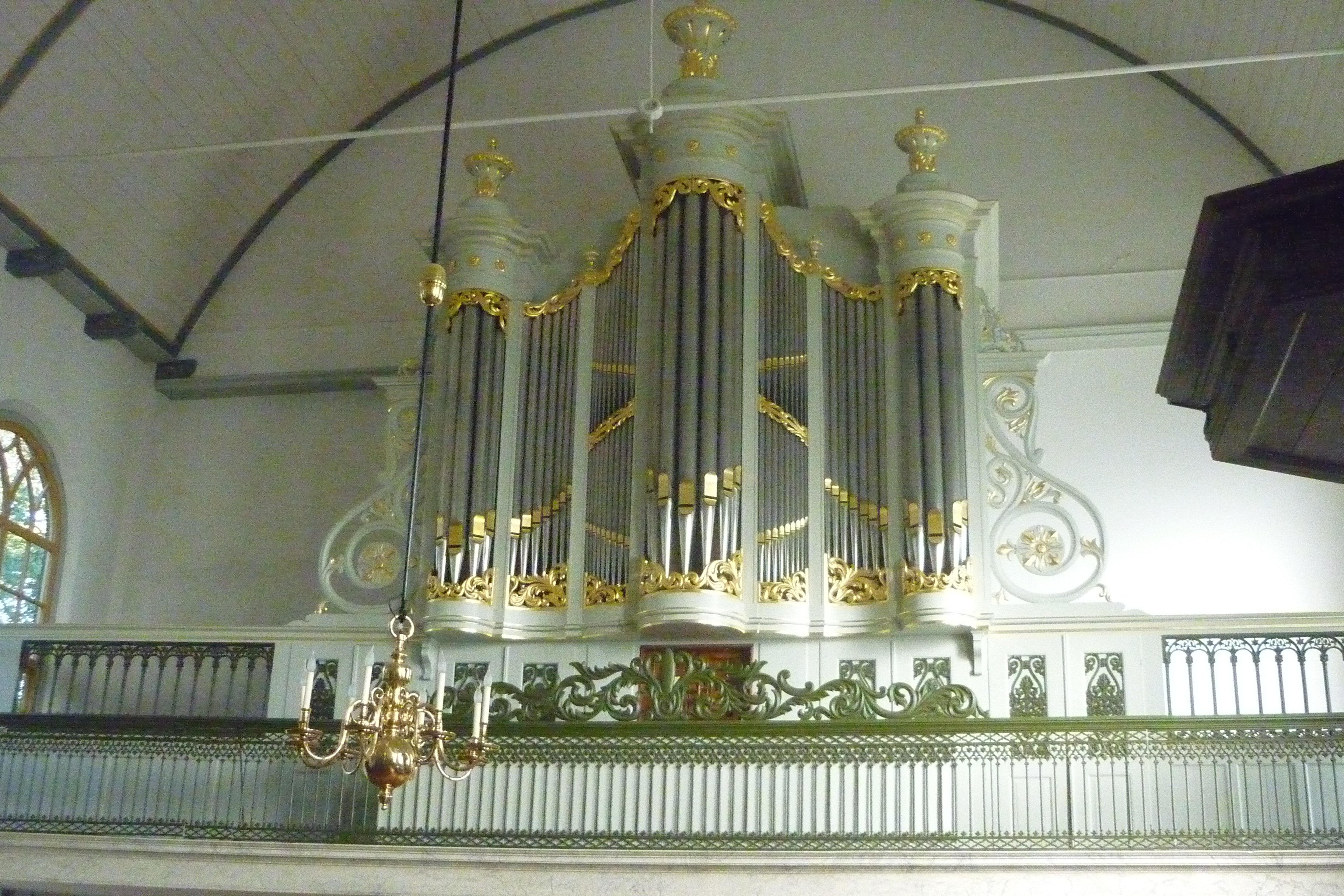
Knipscheer orgel uit 1862

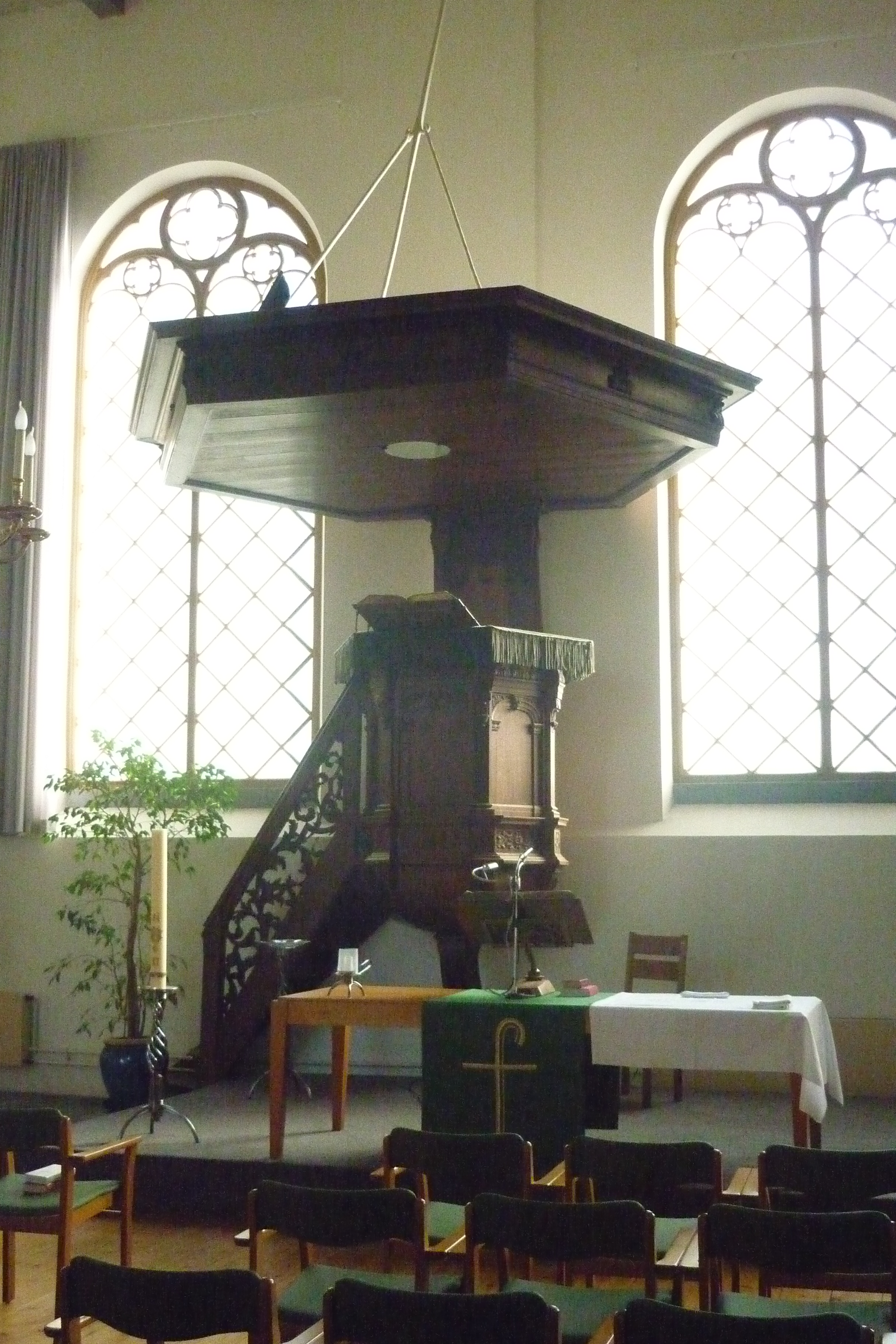
Preekstoel, mogelijk uit 1671

De Lucaskerk of witte kerkje is een protestantse kerk in de Dorpstraat van de plaats Winkel in de Kop van Noord-Holland.

## Het witte kerkje
De kerk werd het witte kerkje genoemd totdat men in 1998 ontdekte dat vóór de Reformatie het 'kerkje aan de dijk' aan de heilige Lucas was gewijd. Sinds de Reformatie is de kerk in gebruik bij de protestanten.

## Geschiedenis
In de 'hoek' of 'winckel' van de voormalige Zuiderzee was een aanlandingsplaats voor zeescheepjes. Op de nabijgelegen terp woonden vissers en er stond een kleine kerk. De vroegste gegevens daarover dateren van ongeveer 1420.
Een later gebouwd gotisch kerkgebouw werd in 1843 gesloopt. Onderdelen van met name het interieur zijn bewaard gebleven omdat ze in de huidige kerk die vervolgens werd gebouwd zijn hergebruikt. Zo dateert de torenklok uit 1482, het uurwerk uit de vroege vijftiende eeuw, de herenbank en mogelijk ook de preekstoel uit 1671. Veel grafstenen zijn uit de 17de eeuw.
Met de bouw van de nieuwe kerk werd meteen na de sloop in 1843 begonnen door aannemer P. Willok uit Medemblik. Het is een zogenoemd waterstaatskerkje gebouwd volgens een ontwerp van de opzichter van Rijkswaterstaat Hermanus Hendrik Dansdorp. De kosten bedroegen bijna 30.000 gulden. Het nieuwe godshuis werd in 1845 in gebruik genomen.

### Toren
De toren van de nieuwe kerk begon al snel te verzakken. In 1867 werd hij grotendeels afgebroken en vernieuwd. Op de torenklok staat een inscriptie waaruit blijkt dat hij in 1482 door Geert van Wou werd gegoten: ihesus maria iohannes gherardus de wou me fecit anno domini MCCCLXXX. Het uurwerk uit ca. 1420 is mogelijk het oudste nog werkende torenuurwerken van Nederland. Op de toren staat een windwijzer in de vorm van een dier dat een staart heeft als van een zeemeermin en aan de voorzijde het lichaam van een paard.

### Orgel
Het Knipscheer-orgel dateert uit 1862. Er zijn nog ongeveer 45 andere orgels in Nederland die door de familie Knipscheer werden gemaakt.

## Restauratie

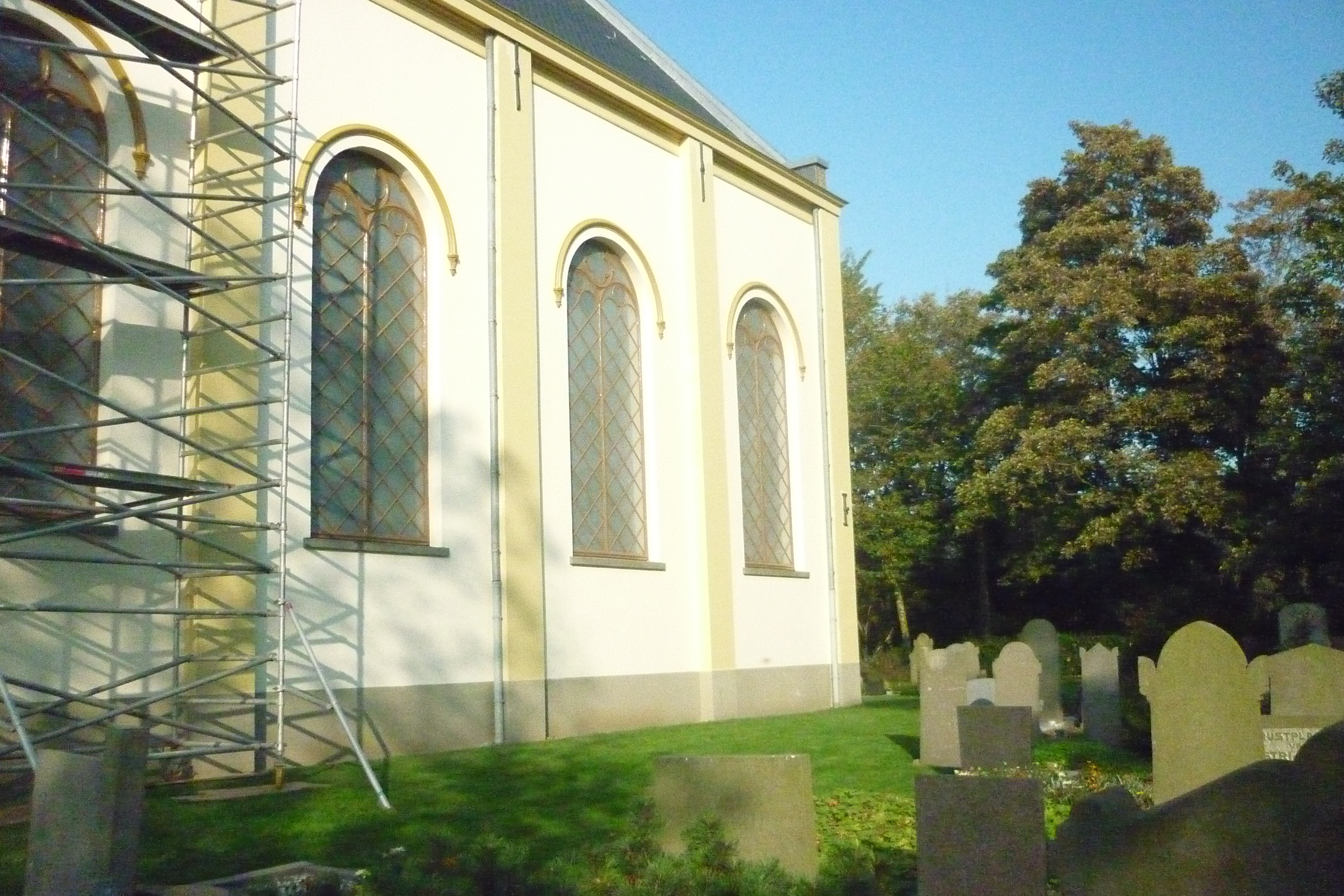
Kerkmuur zonder steunberen

Bij de restauratie van 1987 werden onder de vloer veel oude grafstenen teruggevonden waarvan enkele uit de 14e eeuw stammen. De stenen hebben allemaal dezelfde vierkante afmeting en vormen een groot deel van de huidige vloer. Alleen het centrale gedeelte van de kerk, waar de banken staan, heeft een houten vloer gekregen.
De kerk is aan drie zijden omringd door het kerkhof. Slechts twee van de vier muren van de Witte kerk zijn wit, de voorgevel en de gevel aan de kant van de oude begraafplaats, de andere muren zijn van schoon metselwerk. De kerk had als vele protestantse kerken geen naam maar werd in de wandeling het 'witte kerkje' genoemd. Tegenwoordig is de officiële naam Protestantse Lucaskerk.
Bij de restauratie werden de steunberen verwijderd. Met een gele kleur is op de witte gevel aangegeven waar zij zich bevonden.